# Elisabetta di Baviera (regina dei Belgi)
Elisabetta di Wittelsbach, in tedesco Elisabeth Gabriele Valérie Marie Herzogin in Bayern (Possenhofen, 25 luglio 1876 – Bruxelles, 23 novembre 1965), nata duchessa in Baviera, è stata regina dei belgi come sposa di Alberto I del Belgio dal 1909 al 1934.
Dopo la morte del marito il suo titolo divenne "Sua Maestà, la Regina Elisabetta del Belgio".

## Biografia

### Infanzia

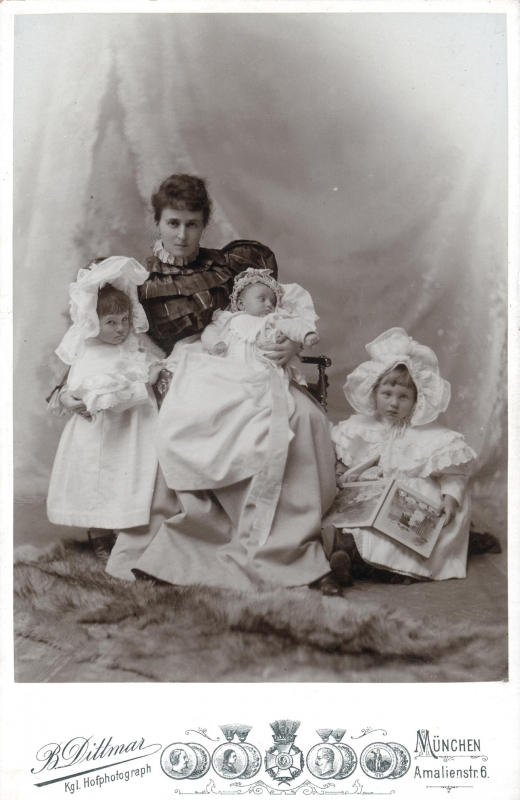
Maria José del Portogallo fotografata con le figlie infanti, tra cui Elisabetta

Nata il 25 luglio 1876 a Possenhofen, in Baviera, Elisabetta di Wittelsbach era la seconda figlia del duca Carlo Teodoro in Baviera e dell'infanta Maria José del Portogallo, figlia del re Michele I.
Madrina di battesimo fu sua zia, l'imperatrice Elisabetta d'Austria. Era inoltre la nipote dell'ex regina Maria Sofia delle Due Sicilie e della duchessa d'Alençon.
I membri della casa dei Wittelsbach erano conosciuti per la loro eccentricità e il duca Carlo Teodoro, che aveva lasciato l'esercito per diventare medico - con grande disappunto del suo entourage - non finiva di ripetere: «abbiamo tutti una pecora nera in famiglia».
La duchessa Maria José, donna caritatevole dalla pietà solidale, non esitò a servire come infermiera per suo marito in una clinica oftalmica che egli aprì a sue spese e dove curava i più bisognosi.

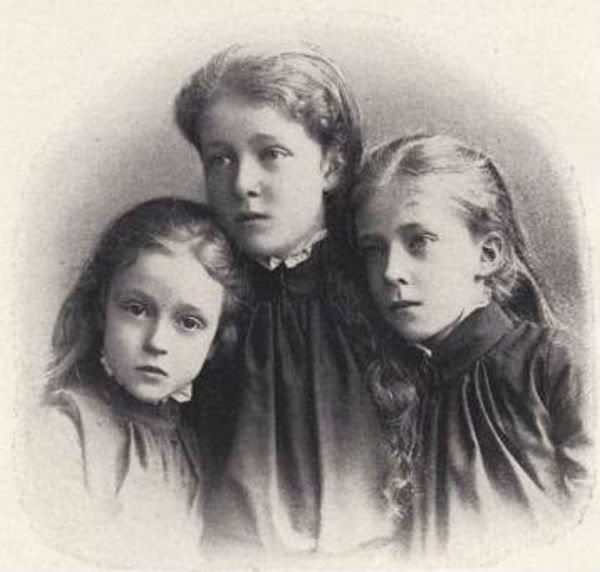
Elisabetta in tenera età con le sorelle

La duchessa Elisabetta fece i suoi studi al pensionato Saint-Joseph a Zandberg, dove parlava il tedesco, il francese e l'inglese, e apprese a suonare il piano e il violino.
Aveva dieci anni quando il re Ludovico II di Baviera cadde, messo agli arresti domiciliari e fu ritrovato morto qualche giorno dopo nel lago di Starnberg. Suo fratello e successore, il re Ottone di Baviera, fu anch'egli internato dalla sua adolescenza e il loro zio Luitpoldo di Baviera assunse la reggenza.
Suo nonno, l'originalissimo duca Massimiliano in Baviera morì nel 1888, seguito dopo poco dalla moglie, la figlia del re Massimiliano I di Baviera e di Carolina di Baden, Ludovica di Baviera, nel 1892.

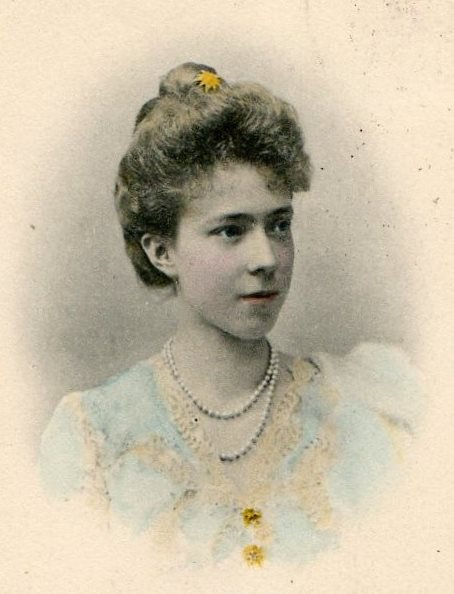
Elisabetta in Baviera in giovane età

Nel 1897, sua zia, la Duchessa d'Alençon, morì tragicamente a Parigi nell'incendio del bazar della Carità e l'anno seguente la sua madrina, l'imperatrice d'Austria, Elisabetta di Baviera (detta Sissi), fu assassinata a Ginevra.

### Matrimonio

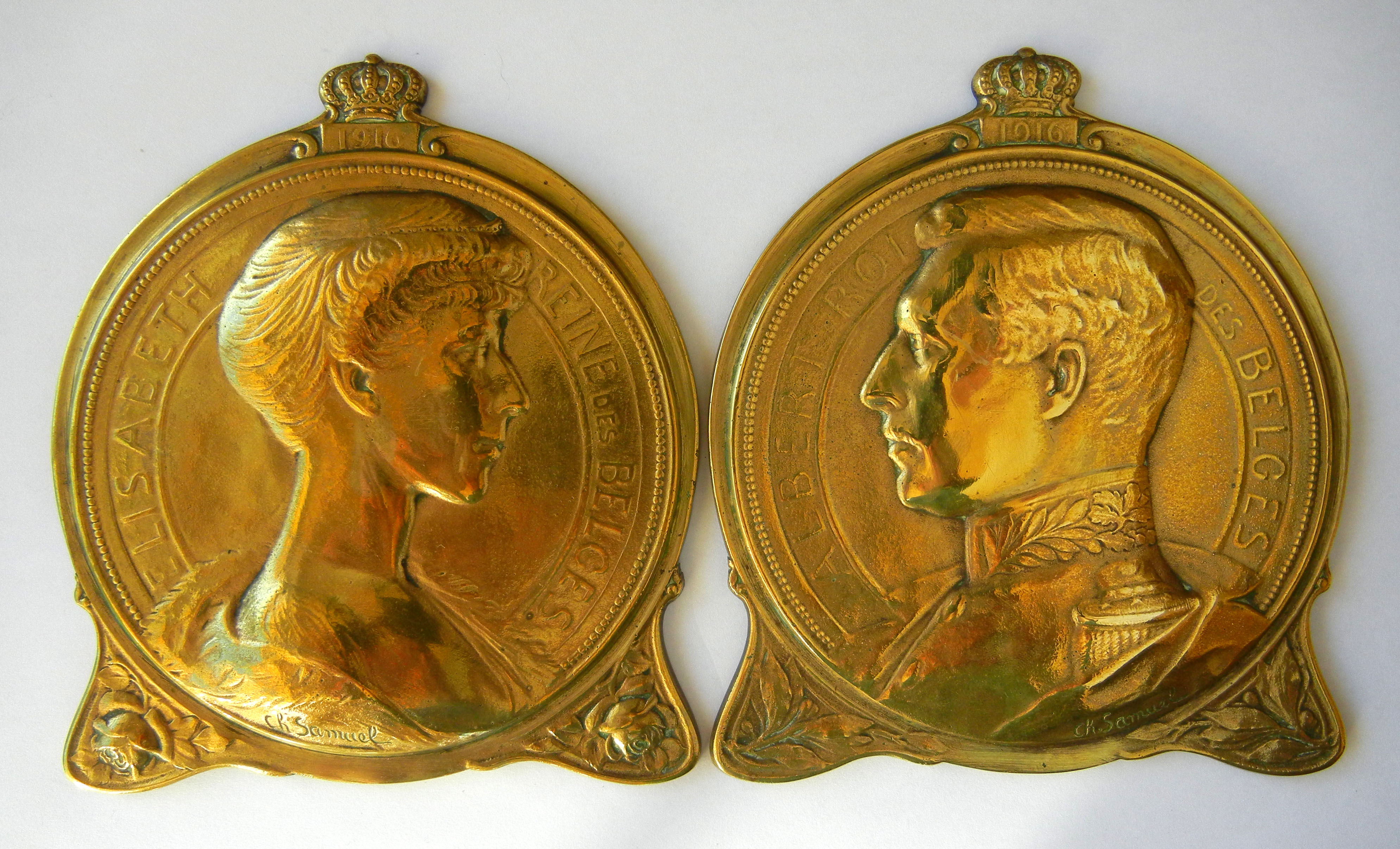
Alberto ed Elisabetta su di una medaglia d'oro

Ai funerali della zia Sofia, duchessa di Alençon, vittima dell'incendio del bazar della Carità nel 1897, Elisabetta incontrò il principe Alberto del Belgio.
Secondo e più giovane figlio del Conte e della Contessa di Fiandre, il principe Alberto aveva 22 anni. Era il nipote del re Leopoldo II del Belgio. La morte del fratello maggiore fece di lui, a 15 anni, l'erede della corona, secondo dopo suo padre. Aveva inoltre due sorelle: Giuseppina, che aveva sposato nel 1894 il principe Carlo di Hohenzollern ed Enrichetta, che aveva sposato nel 1896 il Duca di Vendôme, figlio della Duchessa d'Alençon, morta tragicamente.
Il giovane Principe, cognato del figlio della defunta, rappresentò suo zio, il Re dei Belgi, ai funerali della Duchessa defunta a Parigi nella chiesa di Saint-Philippe-du-Roule.

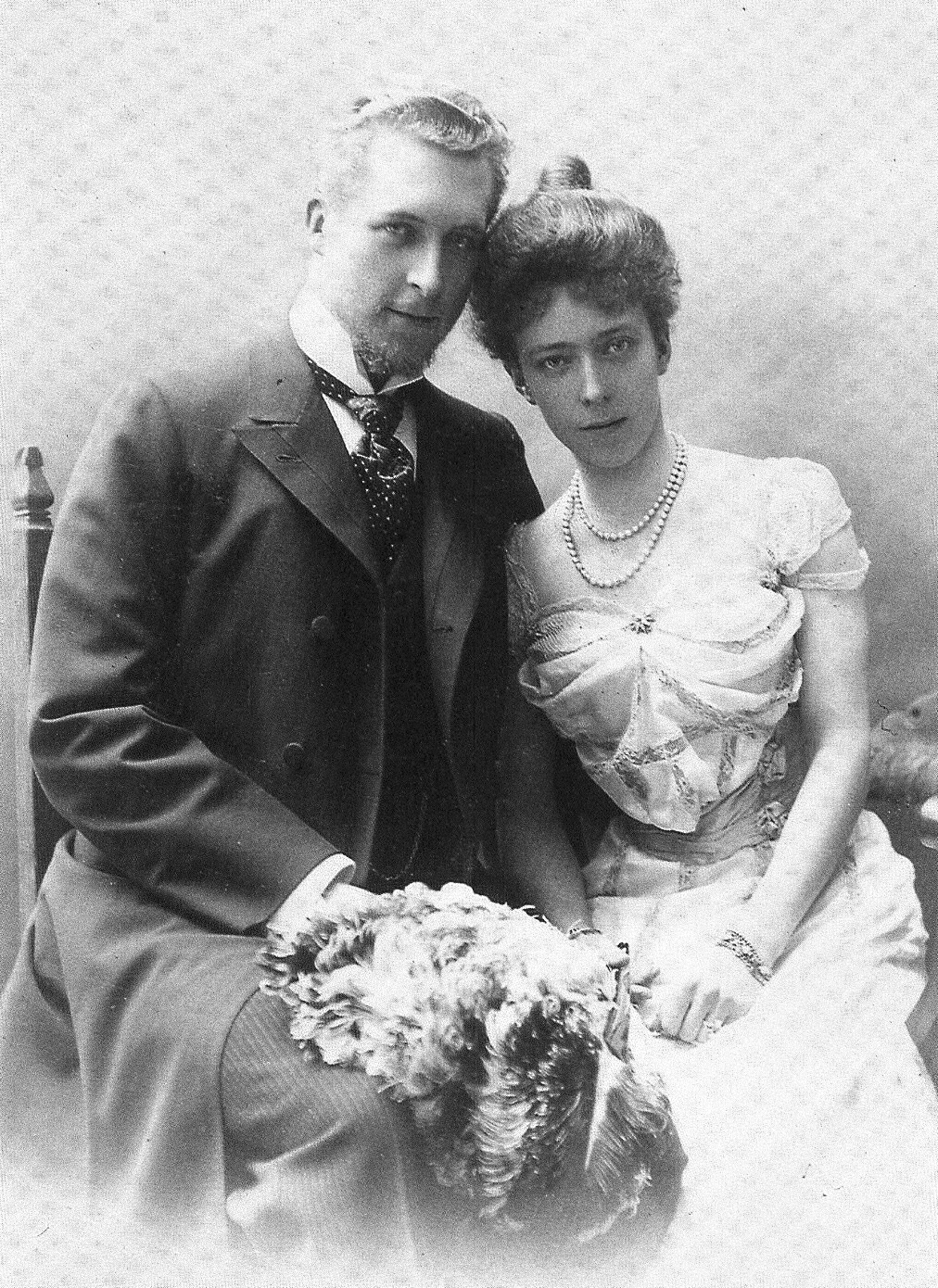
Gli sposi Alberto di Fiandra ed Elisabetta in Baviera

Il matrimonio fu celebrato il 2 ottobre 1900 a Monaco di Baviera.

### Regina dei Belgi
In seguito alla morte del re Leopoldo II nel 1909, suo nipote Alberto salì sul trono del Belgio
Dal 1909 al 1934, la regina Elisabetta gli portò il suo sostegno e il suo aiuto nello svolgimento dei suoi compiti di Capo dello Stato. Il suo stile era differente dalle prime due regine, Luisa Maria e Maria Enrichetta, che avevano avuto un ruolo pubblico limitato.
La regina Elisabetta si occupava d'opere di beneficenza e di lotta contro le malattie. S'interessava alla vita musicale, artistica ed intellettuale del paese. Il pittore Eugène Laerman, il poeta Émile Verhaeren, il violinista Eugène Ysaÿe divennero familiari della Corte, ed Elisabetta fondò il Quartetto della Regina guidato dal violinista di Liegi Henri Koch.
Praticava la fotografia già da prima del suo matrimonio e, da Regina dei Belgi, scattò numerose fotografie durante i suoi viaggi (ad esempio in Cina, Congo belga, Egitto, Stati Uniti, India, Polonia). Aveva ugualmente fissato i tratti dei membri della sua famiglia e dei suoi amici scienziati ed artisti (Émile Claus, Émile Verhaeren), soprattutto dopo il suo soggiorno a La Panne durante la prima guerra mondiale.

#### "Regina infermiera"

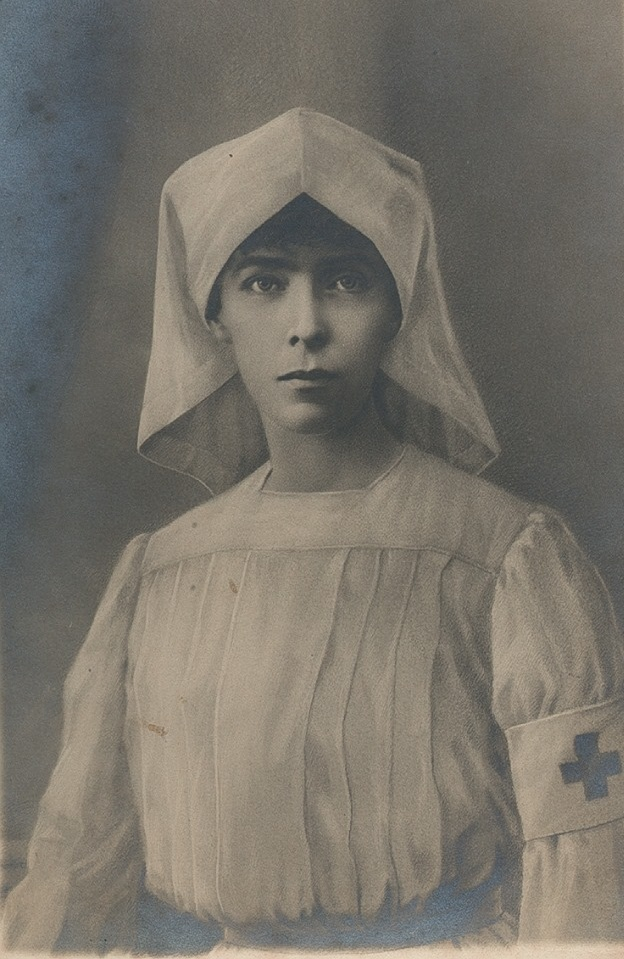
La regina Elisabetta in abito da crocerossina

Il re Alberto I e la regina Elisabetta - d'origine bavarese, quindi tedesca - entrarono nella leggenda durante la Prima Guerra mondiale quando rifiutarono di lasciare il Belgio - paese neutrale - invaso illegalmente dai tedeschi e si rifugiarono nelle Fiandre a La Panne durante i quattro anni, mentre l'esercito belga continuava la guerra dietro le trincee dell'Yser.
Alberto fu soprannominato il "Re Cavaliere" ed Elisabetta la "Regina infermiera". I loro figli proseguirono i loro studi in Gran Bretagna e in Italia.
La regina Elisabetta apportò regolarmente sostegno ai soldati e ai feriti e fondò l'Orchestra sinfonica dell'esercito della campagna, ma, contrariamente, a quanto scriveva la letteratura agiografica dell'epoca e non lavorò tutti i giorni come infermiera nell'ospedale Oceano di La Panne.
La regina giocò inoltre un ruolo politico: con il pretesto di andare a vedere i suoi figli, trasmise dei messaggi segreti del suo sposo alle autorità britanniche.
Dopo l'armistizio del 1918, la coppia reale conoscerà una grande popolarità e la riconoscenza degli Stati alleati.

#### Tra le due guerre

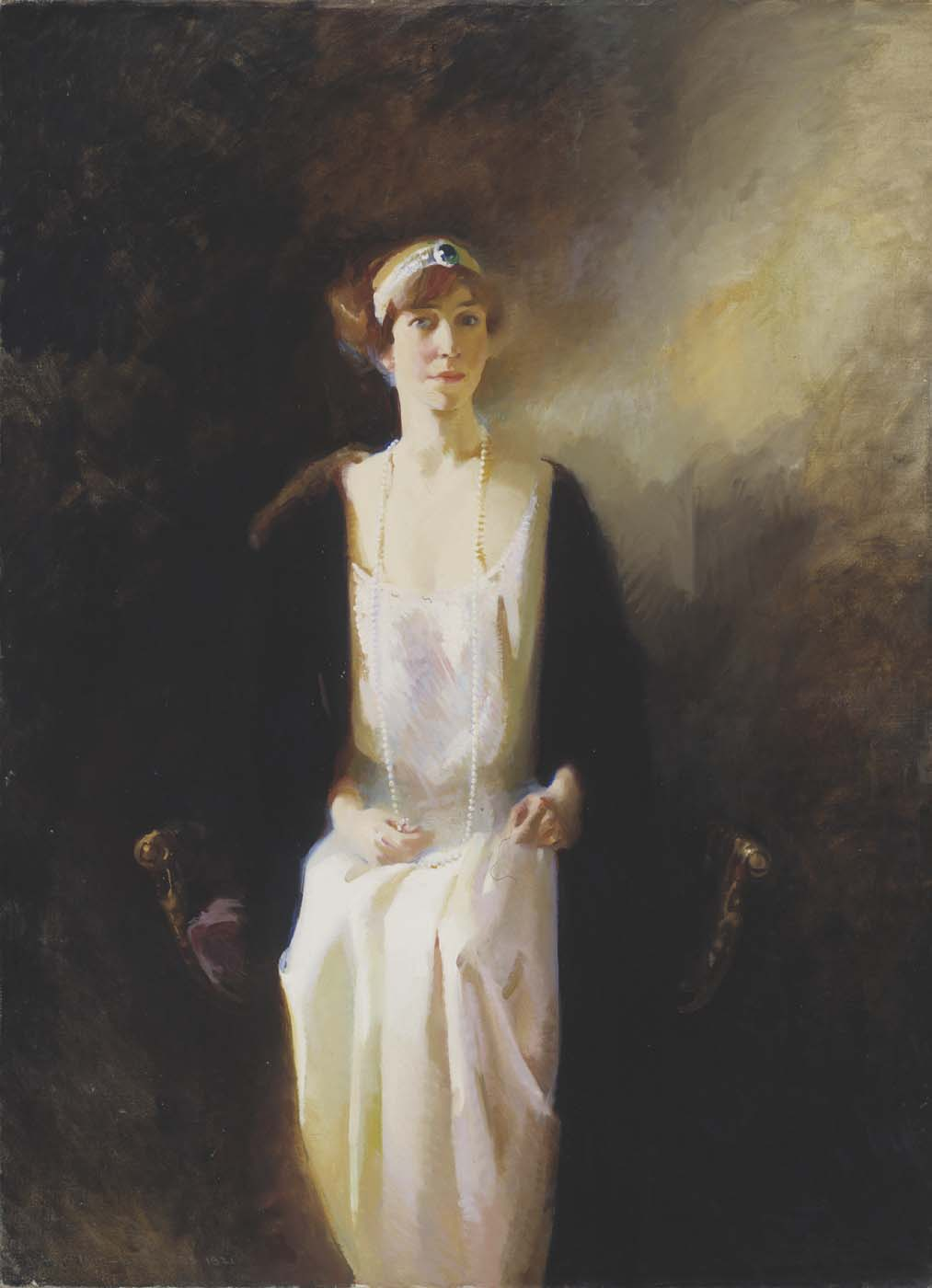
Elisabetta in Baviera (1921)

Dopo la guerra, la regina moltiplicò sola o con suo marito i viaggi ufficiali e privati attorno al mondo.
Dal 23 settembre al 13 novembre 1919, con suo marito e il principe ereditario Leopoldo, andarono in visita ufficiale negli Stati Uniti.
Dopo una visita nel pueblo indiano d'Isleta in Nuovo Messico, il Re decorò dell'ordine di Leopoldo padre Anton Docher che offrì in cambio una croce d'argento e turchese fatta dagli indiani Tiwas. Circa 10.000 persone hanno preso parte a queste cerimonie.

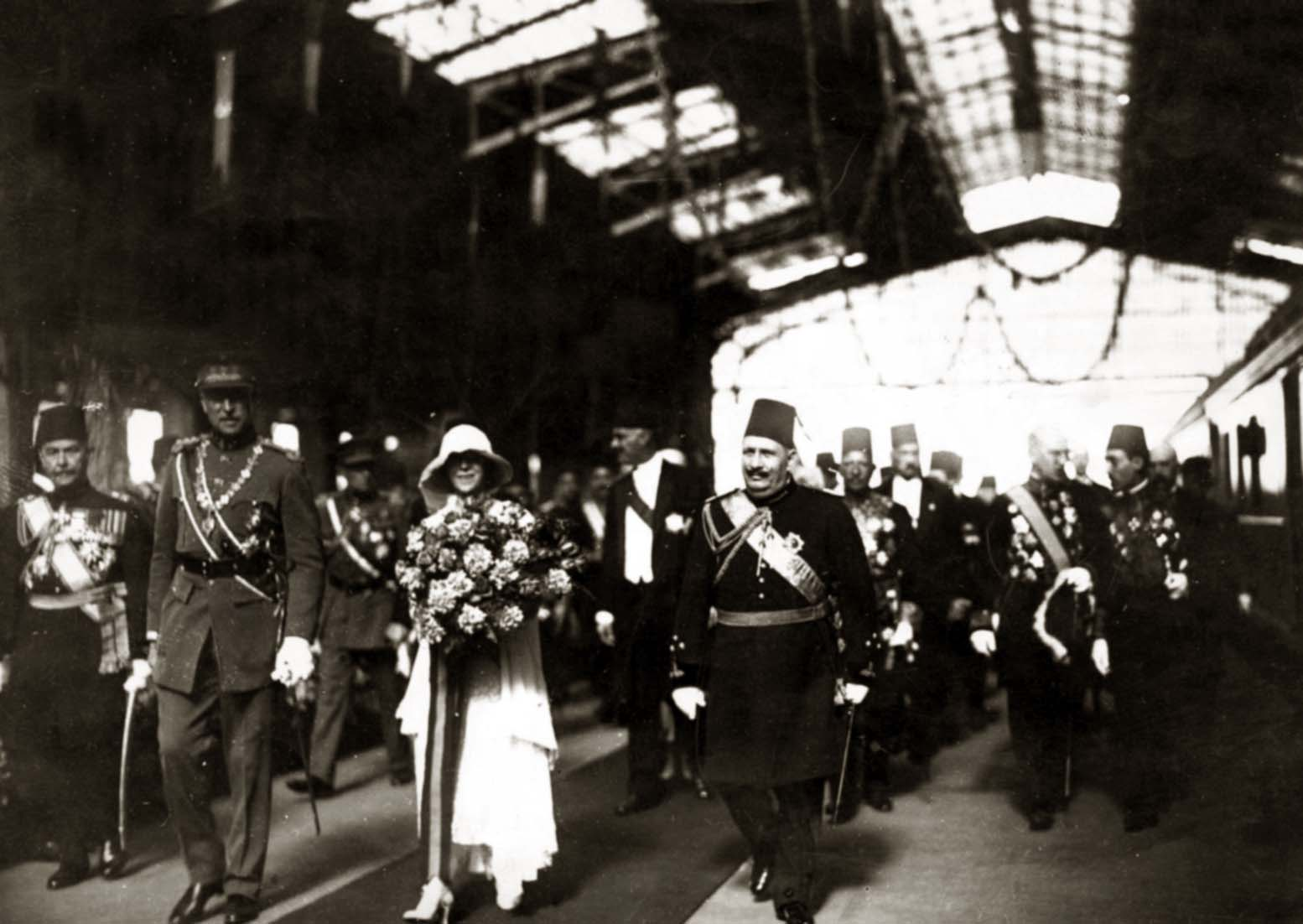
Elisabetta durante il suo viaggio in Egitto

Appassionata d'antico Egitto, assisté il 13 febbraio 1923 all'apertura della tomba di Tutankhamon e sostenne la creazione della Fondazione egittologa Regina Elisabetta, che esiste ancora ai nostri giorni.
Lei fu anche all'origine della Fondazione medica Regina Elisabetta e del fondo Regina Elisabetta per l'assistenza medica agli indigeni del Congo belga. La regina convocò ai responsabili politici per far costruire il palazzo delle Belle arti di Bruxelles, opera dell'architetto Victor Horta e inaugurato nel 1928.
In occasione di una serie di conferenze scientifiche organizzate a Bruxelles e grazie alla comune passione per la musica nacque una grande amicizia tra la regina Elisabetta ed Einstein, che fu spesso ospite della famiglia reale. (cfr. Albert Einstein. Il lato umano. Nuovi spunti per un ritratto, Torino, Einaudi, 1980, p.44)

### Regina madre
Il 17 febbraio 1934, dopo un pomeriggio d'arrampicate a Marche-les-Dames, re Alberto cadde mortalmente. Elisabetta non era più la prima dama del Belgio e si ritirò lasciando il posto a sua nuora, che divenne la popolarissima regina Astrid.
Ma l'anno seguente, nel corso di un viaggio in Svizzera, la giovane coppia reale fu vittima di un incidente automobilistico nel corso del quale la giovane regina perse la vita (agosto 1935). La regina madre ritornò e riprese tutte le sue attività.
Si occupò dei piccoli nipotini orfani (Giuseppina Carlotta, Baldovino e Alberto), dato che non aveva potuto trascorrere molto tempo con i propri figli.

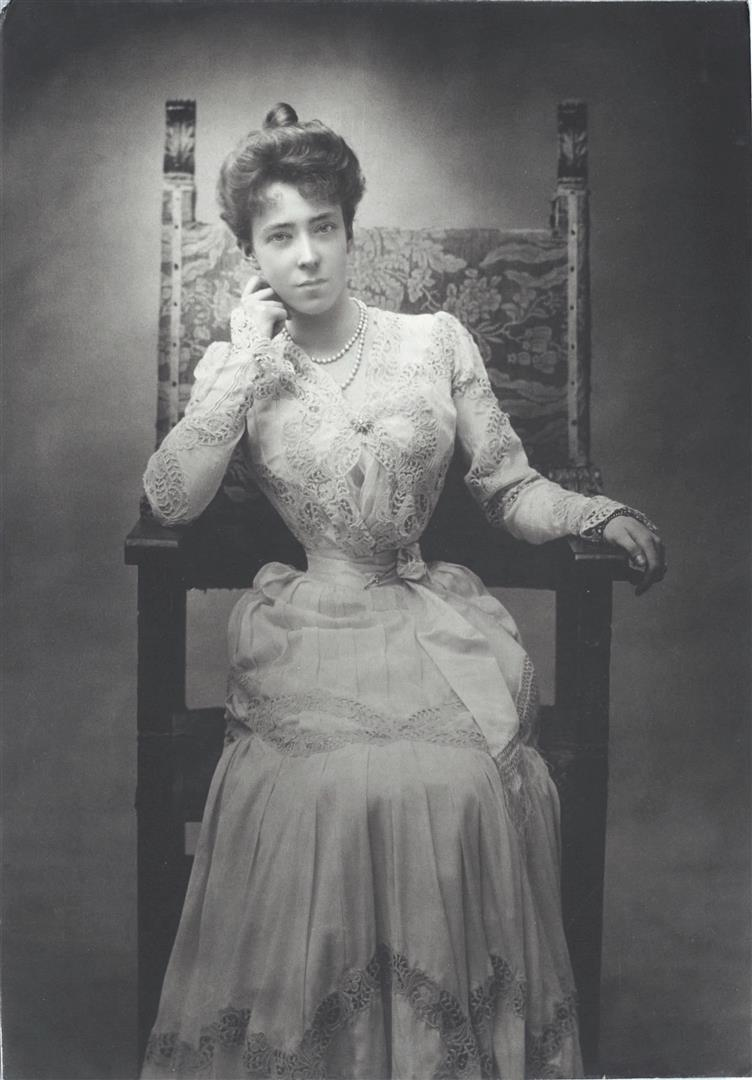
Elisabetta in Baviera in un ritratto fotografico di Otto Wegener

Alla fine degli anni '30, sostenne la creazione dell'Orchestra nazionale del Belgio, del Concorso musicale internazionale Eugène Ysaÿe (ribattezzato più tardi col nome della sovrana), della nuova Biblioteca reale Alberto I, sul Monte delle Arti, e della Cappella musicale Regina Elisabetta, costruita vicino a Argenteuil su un terreno offerto dal barone Paul de Launoit.
Durante la Seconda Guerra mondiale, restò vicino al figlio Leopoldo III al castello di Laeken. Era sorvegliata dall'esercito tedesco, ma poteva circolare liberamente in Belgio e all'estero. Chiamò Mary Lilian Baels per distrarre suo figlio, il re Leopoldo III, depresso dalla capitolazione. La coppia si sposò nel 1941. Si è spesso scritto che la regina Elisabetta aveva salvato dei prigionieri politici e degli ebrei dalla deportazione ma le stesse fonti si contraddicono e non permettono d'affermare con certezza ciò.

#### Dopoguerra
Dopo la Questione reale dal 1945 al 1950, difese l'atteggiamento del figlio re Leopoldo III, ma non pubblicamente, per non danneggiare l'azione del figlio minore il principe Carlo, conte delle Fiandre e reggente del Belgio, con cui aveva rapporti difficili. Nel 1951, Leopoldo III abdicò in favore di Baldovino ed Elisabetta s'installò nel Castello di Stuyvenberg.

#### Ultimi anni e morte

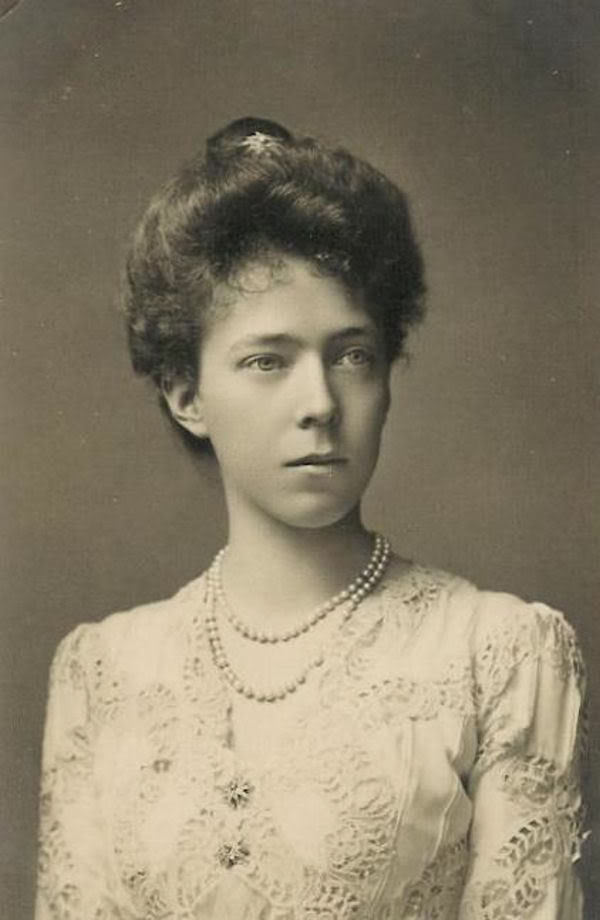
La regina Elisabetta del Belgio

La regina Elisabetta è conosciuta per il suo amore della cultura. Musicista e scultrice durante il suo tempo libero, la regina Elisabetta era amica di numerosi scrittori e artisti: Émile Verhaeren, Maurice Maeterlinck, Colette, Eugène Ysaÿe, Yehudi Menuhin, André Gide, Jean Cocteau, Pablo Casals ed altri. Venne eletta nel 1964 all'Accademia francese delle belle arti.
Ebbe sempre simpatia per i regimi di sinistra, intraprese alla fine della sua vita viaggi ufficiali nei paesi comunisti (Polonia, Unione sovietica, Jugoslavia e in Cina), che le valsero il soprannome di "Regina rossa" e la rabbia del governo belga. Sosteneva differenti iniziative in favore della pace durante la guerra fredda tra l'Ovest e l'Est.
La Regina si spense a Bruxelles il 23 novembre 1965, all'età di 89 anni.

## Discendenza

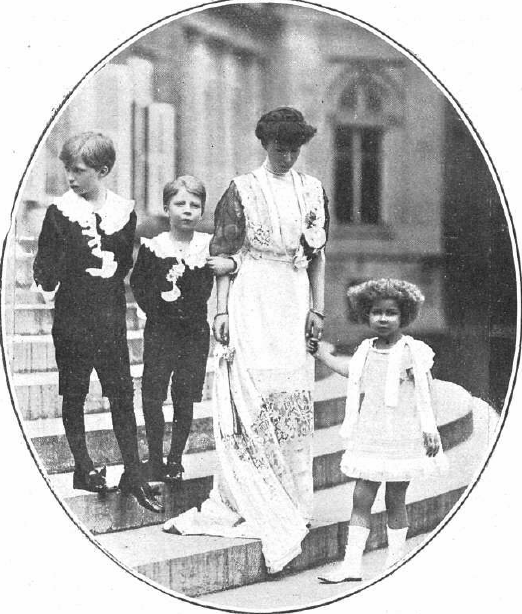
Elisabetta del Belgio con i figli Leopoldo, Carlo Teodoro e Maria José

Alberto I del Belgio ed Elisabetta ebbero tre figli:
- Leopoldo, (1901-1983), futuro re dei Belgi, sposò nel 1926 Astrid di Svezia (1905-1935) poi nel 1941 Lilian Baels, creata principessa di Réthy.
- Carlo Teodoro, conte di Fiandre (1903-1983) (futuro reggente durante la Questione reale).
- Maria José, (1906-2001)  che sposò nel 1930 Umberto II, re d'Italia (1904-1983).

## Titoli, trattamento e stemma

### Titoli e trattamento
- 25 luglio 1876 – 2 ottobre 1900: Sua altezza reale, la duchessa Elisabetta in Baviera
- 2 ottobre 1900 – 17 dicembre 1909: Sua altezza reale, la principessa Elisabetta del Belgio
- 17 dicembre 1909 – 17 febbraio 1934: Sua maestà, la Regina dei Belgi
- 17 febbraio 1934 – 23 novembre 1965: Sua maestà, la regina Elisabetta del Belgio

### Stemma

Il monogramma personale della regina Elisabetta.

## Ascendenza
|                                           |                           |                                             | Genitori                                       |  |  | Nonni |  |  | Bisnonni               |  |  | Trisnonni            |  |
|                                           |                           |                                             |                                                |  |  |       |  |  | Pio Augusto in Baviera |  |  | Guglielmo in Baviera |  |
|                                           |                           |                                             |                                                |  |  |       |  |  | Pio Augusto in Baviera |  |  | Guglielmo in Baviera |  |
|                                           |                           | Maria Anna di Zweibrücken-Birkenfeld        |                                                |  |  |       |  |  | Pio Augusto in Baviera |  |  |                      |  |
| Massimiliano Giuseppe in Baviera          |                           |                                             |                                                |  |  |       |  |  | Pio Augusto in Baviera |  |  |                      |  |
|                                           |                           | Amalia Luisa di Arenberg                    | Louis-Marie di Arenberg                        |  |  |       |  |  |                        |  |  |                      |  |
|                                           |                           | Amalia Luisa di Arenberg                    | Louis-Marie di Arenberg                        |  |  |       |  |  |                        |  |  |                      |  |
|                                           |                           | Amalia Luisa di Arenberg                    | Marie Adélaïde Julie de Mailly                 |  |  |       |  |  |                        |  |  |                      |  |
| Carlo Teodoro in Baviera                  |                           | Amalia Luisa di Arenberg                    |                                                |  |  |       |  |  |                        |  |  |                      |  |
|                                           |                           | Massimiliano I di Baviera                   | Federico Michele di Zweibrücken-Birkenfeld     |  |  |       |  |  |                        |  |  |                      |  |
|                                           |                           | Massimiliano I di Baviera                   | Federico Michele di Zweibrücken-Birkenfeld     |  |  |       |  |  |                        |  |  |                      |  |
|                                           |                           | Massimiliano I di Baviera                   | Maria Francesca del Palatinato-Sulzbach        |  |  |       |  |  |                        |  |  |                      |  |
| Ludovica di Baviera                       |                           | Massimiliano I di Baviera                   |                                                |  |  |       |  |  |                        |  |  |                      |  |
|                                           |                           | Carolina di Baden                           | Carlo Luigi di Baden                           |  |  |       |  |  |                        |  |  |                      |  |
|                                           |                           | Carolina di Baden                           | Carlo Luigi di Baden                           |  |  |       |  |  |                        |  |  |                      |  |
|                                           |                           | Carolina di Baden                           | Amalia d'Assia-Darmstadt                       |  |  |       |  |  |                        |  |  |                      |  |
| Elisabetta in Baviera                     |                           | Carolina di Baden                           |                                                |  |  |       |  |  |                        |  |  |                      |  |
|                                           | Giovanni VI di Portogallo | Pietro III di Portogallo                    |                                                |  |  |       |  |  |                        |  |  |                      |  |
|                                           | Giovanni VI di Portogallo | Pietro III di Portogallo                    |                                                |  |  |       |  |  |                        |  |  |                      |  |
|                                           | Giovanni VI di Portogallo | Maria I di Portogallo                       |                                                |  |  |       |  |  |                        |  |  |                      |  |
| Michele I di Portogallo                   | Giovanni VI di Portogallo |                                             |                                                |  |  |       |  |  |                        |  |  |                      |  |
|                                           |                           | Carlotta Gioacchina di Spagna               | Carlo IV di Spagna                             |  |  |       |  |  |                        |  |  |                      |  |
|                                           |                           | Carlotta Gioacchina di Spagna               | Carlo IV di Spagna                             |  |  |       |  |  |                        |  |  |                      |  |
|                                           |                           | Carlotta Gioacchina di Spagna               | Maria Luisa di Parma                           |  |  |       |  |  |                        |  |  |                      |  |
| Maria José di Portogallo                  |                           | Carlotta Gioacchina di Spagna               |                                                |  |  |       |  |  |                        |  |  |                      |  |
|                                           |                           | Costantino di Löwenstein-Wertheim-Rosenberg | Carlo Tommaso di Löwenstein-Wertheim-Rosenberg |  |  |       |  |  |                        |  |  |                      |  |
|                                           |                           | Costantino di Löwenstein-Wertheim-Rosenberg | Carlo Tommaso di Löwenstein-Wertheim-Rosenberg |  |  |       |  |  |                        |  |  |                      |  |
|                                           |                           | Costantino di Löwenstein-Wertheim-Rosenberg | Sofia di Windisch-Grätz                        |  |  |       |  |  |                        |  |  |                      |  |
| Adelaide di Löwenstein-Wertheim-Rosenberg |                           | Costantino di Löwenstein-Wertheim-Rosenberg |                                                |  |  |       |  |  |                        |  |  |                      |  |
|                                           |                           | Agnese di Hohenlohe-Langenburg              | Carlo Ludovico I di Hohenlohe-Langenburg       |  |  |       |  |  |                        |  |  |                      |  |
|                                           |                           | Agnese di Hohenlohe-Langenburg              | Carlo Ludovico I di Hohenlohe-Langenburg       |  |  |       |  |  |                        |  |  |                      |  |
|                                           |                           | Agnese di Hohenlohe-Langenburg              | Amalia Enrichetta di Solms-Baruth              |  |  |       |  |  |                        |  |  |                      |  |
|                                           |                           | Agnese di Hohenlohe-Langenburg              |                                                |  |  |       |  |  |                        |  |  |                      |  |

## Riconoscimenti
Il 18 maggio 1965, Yad Vashem riconobbe la regina Elisabetta come giusta tra le nazioni per le sue gesta eroiche.